# Jauja
Jauja (Shawsha ou Shausha, anteriormente em espanhol Xauxa, com pronúncia de "x" como "sh")  é uma cidade e a capital da província de Jauja, no Peru. Ela está situado no vale de Mantaro, 45 quilômetros ao noroeste de Huancayo (capital da região de Junín), a uma altitude de 3.400 metros. Sua população segundo o censo de 2007 foi de 16.424.
Jauja, que floresceu por um curto período de tempo, foi a capital do Peru na época da América espanhola, antes da fundação de Lima como a nova capital.  Seu nome é referenciado nos populares país de expressão espanhola de Jauja, o que significa, literalmente, "país de Jauja ", mas é usado figurativamente para significar uma" terra do nunca "ou uma" terra de leite e mel ". A cidade, com um ambiente descontraído e clima saudável, tem ruas estreitas com casas pintadas de azul. O Lago Laguna de Paca está próximo à cidade. 